# Confide (logiciel)
Pour les articles homonymes, voir Confide (homonymie).
Confide est une application de messagerie instantanée chiffrée pour la plupart des principaux systèmes d'exploitation. Elle a été publiée pour la première fois en 2013 sur iOS. L'application est connue pour son système de messagerie « auto-destructive » qui supprime les messages immédiatement après leur lecture. La plate-forme offre des fonctionnalités gratuites et payantes pour les particuliers et les entreprises. 
En 2017, le média Axios a déclaré qu'il avait gagné en popularité parmi « de nombreux hauts responsables du Parti républicain et plusieurs membres de l'administration Trump ». Après avoir reçu plus d'attention de la part des médias, la sécurité de l'application suscitait des préoccupations, car le système est propriétaire et les sources fermées et un expert indépendant de Kudelski Security a indiqué qu'elle pourrait utiliser une version plus ancienne et moins sécurisée d'OpenSSL. Le premier audit de sécurité complet de l'application a révélé plusieurs vulnérabilités critiques, notamment l'usurpation d'identité d'un autre utilisateur en détournant une session de compte ou en devinant un mot de passe, en apprenant les coordonnées des utilisateurs de Confide, en devenant un intermédiaire dans une conversation, en déchiffrant des messages et message ou pièce jointe en transit sans le déchiffrer au préalable. Wired a signalé que le chiffrement dans Confide était basé sur le standard PGP et que l’on utilisait Transport Layer Security.
En janvier 2018, les développeurs de Confide, Inc. ont annoncé le lancement du kit de développement de logiciel ScreenShieldKit (SDK) nouvellement développé, destiné à l'origine uniquement à l'application Confide. L'API permet aux développeurs d'incorporer la même fonctionnalité de Confide à l'épreuve des captures d'écran dans leurs propres applications, en utilisant simplement le SDK remplaçant UITextView et UIImageView, deux composants de développement iOS couramment utilisés, utilisés pour afficher les données aux utilisateurs finaux. Le SDK empêche les captures d'écran en masquant les données et prend en charge la protection contre diverses méthodes de capture, notamment les captures d'écran, les enregistrements d'écran, les mises en miroir d'écran et même les captures d'écran de Xcode d'Apple (la plate-forme de développement principale pour iOS).